# ویتالی جانلت
ویتالی جانلت (انگلیسی: Vitaly Janelt؛ زادهٔ ۱۰ مهٔ ۱۹۹۸) بازیکن فوتبال اهل آلمان است.
از باشگاه‌هایی که در آن بازی کرده‌است می‌توان به برنتفورد، لایپزیگ، و بوخوم اشاره کرد.
وی همچنین در تیم‌های ملی فوتبال جوانان آلمان، جوانان آلمان، جوانان آلمان، زیر ۲۰ سال آلمان، و زیر ۲۱ سال آلمان بازی کرده‌است.